# Georges Vignaux
 (décembre 2009).
Si vous disposez d'ouvrages ou d'articles de référence ou si vous connaissez des sites web de qualité traitant du thème abordé ici, merci de compléter l'article en donnant les références utiles à sa vérifiabilité et en les liant à la section « Notes et références ».
 (septembre 2016).
La forme ressemble trop à un extrait de cours et nécessite une réécriture afin de correspondre aux standards de Wikipédia.
Pour les articles homonymes, voir Vignaux.
Compléments
Principaux axes de recherche : étude de l’argumentation, modélisation des opérations langagières et cognitives, analyse du discours
Georges A. Vignaux est un philosophe, né le 10 octobre 1940 à Alger et mort le 21 juillet 2019 à Paris.
Il a été notamment, de 1994 à 1998, conseiller scientifique, chargé du programme « Sciences cognitives » auprès du directeur de la Mission scientifique et technique du ministère de la Recherche ; de 2000 à 2004, directeur du laboratoire Communication et Politique (LCP), CNRS ; de 2004 à 2008 : directeur du Programme « Colisciences », à la Maison des Sciences de l’Homme, Paris-Nord. De 2009 jusqu'à son décès, il a été directeur de recherche honoraire au Centre national de la recherche scientifique.

## Biographie
À l'origine de son parcours, après une double formation de philosophe logicien et de psychologue cognitiviste, Georges Vignaux découvre  l'importance des phénomènes d'argumentation et de linguistique du discours. Choisir d'étudier l'argumentation peut être perçu comme paradoxal : la difficulté est de décider de quelle discipline une telle étude peut relever. Elle concerne en effet, tout autant, la logique que la psychologie et la linguistique. De là, le parcours original de Georges Vignaux. Il est d'abord associé en tant qu'assistant, aux recherches de Jean-Blaise Grize, professeur de logique à l'Université de Neuchâtel (Suisse). Avec lui, il participe à la fondation en 1969, du Centre de recherches sémiologiques dans cette même université. Il leur semblait alors, à tous deux, que les processus d’argumentation témoignaient de l'existence d'une logique naturelle, différente des logiques formelles ou classiques, puisque portant sur des situations réelles ou des objets concrets.
De retour en France, admis au Centre national de la Recherche scientifique en 1971, et affecté au Centre d'Étude des Processus cognitifs et du Langage, dirigé par François Bresson, à l'École des hautes études en sciences sociales à Paris, Georges Vignaux participe à son contact, de 1971 à 1980, aux recherches initiées alors en psychologie cognitive, sur les phénomènes d'acquisition du langage chez l'enfant, ou de traitement des informations par l'adulte. Les outils de la logique ne suffisent pas si l'on veut décrire des raisonnements naturels. Il faut surtout comprendre comment « s’expriment » ces raisonnements, au travers du langage, et comment celui-ci est un « système », effectivement fondé sur des règles et la « manipulation » de ces règles. C'est pourquoi, Georges Vignaux, multipliant les observations, s’est dans un premier temps, préoccupé d'analyser des discours témoignant les uns, de codifications imposées — discours scientifiques, judiciaires ou réglementaire, les autres, de variations contrastées : discours politiques ou quotidiens, dans la perspective de la construction d’un modèle des opérations à l’œuvre dans les discours.
Parler d'opérations implique de concevoir qu'il y aura bien des régularités, sous-jacentes à nos façons d'énoncer et créatrices en conséquence, de ces façons d'énoncer. Autrement dit, prendre en compte la dimension cognitive du langage en tant qu’il est à la fois, support et acteur de nos connaissances. Dans cette perspective,il a travaillé, jusqu'à son dècès en juillet 2019, au projet de recherche « Discours mobilisateurs, d'une mécanique linguistique et sociologique » (santé, environnement, intelligence artificielle, transhumanisme) avec le sociologue Pierre Fraser de l'Université Laval.

### Un modèle cognitif des opérations de discours
Le travail cognitif du discours va ainsi consister à construire sans cesse des classes internes d'objets en relation à des objets référents, des « lectures » des propriétés de ces objets qui vont alors les composer en catégories cognitives et des stabilisations enfin des sens ainsi construits, à travers l’ancrage dans des « notions » fondant et légitimant les univers de discours.
Georges Vignaux est ainsi l’auteur d’une modélisation de ces processus de discours en termes d'opérations langagières et cognitives. Les stratégies du discours sont donc nécessairement d'une double nature : les unes, logiques et discursives (sélections-localisations des objets du discours, attributions de propriétés et déterminations des statuts d'existence de ces objets, jugements enfin sur les constructions ainsi établies), les autres, langagières, jouant essentiellement des modes énonciatifs et des combinatoires entre thématisations et prédications.
Les recherches de Georges Vignaux lui permettront ainsi de soutenir un Doctorat d'État sur « L'activité argumentative : Opérations langagières, opérations cognitives » à l’Université Paris 7.
Le modèle d'opérations qu’il a ainsi construit vise encore à répondre à l'objectif d'éclairer comment les stratégies d'un sujet énonciateur vont lui permettre l'acquisition de systèmes visant à la représentation et à la gestion de connaissances générales ou spécifiées. D'où ses séjours de plusieurs années, au sein d’équipes de logiciens et d’informaticiens, d'abord au Centre d'Analyse et de Mathématiques sociales (EHESS-CNRS, Paris), puis dans le cadre du groupe « Langage et Cognition » du Laboratoire d'informatique pour la mécanique et les sciences de l'ingénieur (LIMSI-CNRS, Orsay), où, de 1994 à 1996, il a pu approfondir ses recherches sur ces questions de représentations et sur leurs modélisations informatiques. C’est à cette époque qu’il publie une synthèse des développements des sciences cognitives (Les sciences cognitives : une introduction, 1992). Sous la dénomination de « sciences cognitives », on entend désormais l’ensemble des disciplines qui s’appliquent à étudier les comportements intelligents — celui des hommes, des animaux ou des machines, et à analyser les supports matériels qui paraissent conditionner ces comportements — le cerveau ou l’ordinateur par exemple. Sont concernées aussi bien la biologie et les neurosciences, l’intelligence artificielle, que la psychologie, l’anthropologie et la linguistique.
C’est dans cette conjoncture que Georges Vignaux est nommé Conseiller scientifique pour les sciences cognitives auprès de Bernard Bigot, chef de la Mission scientifique et technique du ministère de l’Éducation nationale, de la Recherche et de la Technologie. Il exerce cette fonction de 1994 à 1997, contribuant alors à la création du Groupement d’Intérêt Scientifique (GIS) « Sciences de la Cognition » (CNRS, CEA, INRETS, INRIA), créé en 1995 et clos en 1998. C’est dans ce contexte qu'il commence à approcher les questions de texte et d'écriture électroniques. D’où son passage ensuite à l’Institut national de la langue française (InaLF) où dès 1997, il a commencé à travailler de manière approfondie les questions d’hypertextualité et de textualité électronique, s’agissant notamment des dictionnaires électroniques.
Nommé en janvier 2000 directeur du laboratoire Communication et Politique, c’est cette orientation qu'il choisit de développer au sein de ce laboratoire (Équipe Hypertexte et textualité électronique) tout en restructurant celui-ci. Deux réalisations importantes en sont issues, parmi lesquelles :
- la conception et l’architecturation d’un site internet consacré au grand hypertexte issu du programme Colisciences (5 500 pages numérisées en mode image et mode texte et constituant un corpus exceptionnel mettant à libre disposition les textes des grands biologistes et naturalistes français du XIXe siècle (Claude Bernard, Étienne Geoffroy Saint-Hilaire, etc.) ;
- une édition complète des livres de Claude Bernard (une quinzaine de titres, plus une sélection de ses articles), soit environ 5 000 pages supplémentaires). Ce projet de « bibliothèque numérique Claude Bernard » a pu être réalisé grâce à la collaboration de la Bibliothèque de l’université Lyon 1. Les textes sont aujourd’hui déposés sur le site de la Bibliothèque inter-universitaire de médecine (BIUM-Paris 5).

## Le site Claude Bernard
Ce site à l'adresse http://claudebernard.in2p3.fr/ est spécialement consacré à la valorisation de l’œuvre imprimée du célèbre physiologiste et médecin Claude Bernard. Cette « bibliothèque numérique » permet d’accéder pour la première fois sans contrainte à l’œuvre complète d’un savant dont l’importance est capitale dans l’histoire moderne des sciences du vivant.
Les ouvrages en libre accès sont accessibles selon trois modes de consultation :
- le fac-similé des ouvrages originaux, page par page ;
- leur version hypertextuelle, page par page ;
- un document intégral et imprimable.

Comme dans CoLiSciences — l’autre site hypertextuel consacré, pour la même époque, à un corpus illustratif d’une histoire des idées en sciences du vivant —, ces textes-sources sont accompagnés d’un appareil critique (biographie, bibliographie, commentaires historiques, glossaire des termes techniques, dictionnaire des savants cités) propice à des appropriations et à des exploitations multiples de la part de lectorats divers (chercheurs, étudiants, érudits et autres).

## Publications

### Ouvrages
- L'Argumentation. Essai d'une logique discursive, Genève, Droz, 1976, 338 p.
- - La Argumentacion. Trad. espagnole. Buenos Aires:  Hachette, 1986.
- Discours biologique  et ordre social (en coll.), Seuil, 1977.
- - Discurso biologico y orden social. Trad. espagnole, Mexico,1980.
- Le Discours, acteur du monde. Argumentation et Énonciation, Ophrys, 1988, 243 p.
- - L'Informatique en perspectives. Co-édition avec le professeur K. Fall d'un ouvrage collectif. Presses de l'Université du Québec, 1989, 215 p.
- Les Sciences cognitives : une introduction, Paris, La Découverte, 1992, 360 p., Le Livre de Poche, 1994.
- - As Ciências Cognitivas, trad. portugaise, Instituto Piaget, 1995.
- L’Argumentation, Hatier, 1999, 80p.
- Penser & Organiser. Le démon du classement, Seuil-philo, 1999.
- Les Jeux des ruses, Seuil-philo, 2001.
- Du signe au virtuel : les nouveaux chemins de nos intelligences, Seuil, 2003, 220p.
- Construire le sens : catégories, frontières, ajustements, en coll. avec K. Fall, Presses de l’Université Laval, Québec, 2005, 109p.
- Images de l’autre et de soi, en coll. avec K. Fall, Presses de l’Université Laval, Québec, 2008, 84p.
- L’Aventure du corps, des mystères de l’antiquité aux découvertes actuelles, Pygmalion, 2008, 427 p.
- Discours santéiste - Entre mythe et rationalité, 2013,  (ISBN 978-1481904759)
- L'Horizon de la peur - Le sain et le malsain, 2012,  (ISBN 978-1481848756)
- Les imbéciles ont pris le pouvoir, ils iront jusqu'au bout !, 2011,  (ISBN 978-2-923-69098-8)
- Comment les idées viennent aux mots. Les aventures du langage, tome 1. New York, Editions Futur Proche, 2013.
- Les aventures du langage, tome I (Comment les idées viennent aux mots), tome II (Dire et discourir), tome III (Le discours architecte du monde), VF/Essai, Éditions Futur Proche, USA, 2013.
- Participations à des ouvrages collectifs

- « Catégorisation et schématisation. Des arguments au discours », in Sémantique et Cognition. Catégories, prototypes, typicalité, éd. D. Dubois, Paris, Éditions du CNRS, 1990, p. 295-318.
- Lieux communs, exemples et petites fables, in Lieux communs, topoï, stéréotypes, clichés  (éd. C. Plantin), éditions Kimé, 1993.
- Le concept de thêmata (en coll. avec S. Moscovici), in Pratiques et transformations des représentations sociales  (éd. C. Guimelli), Delachaux et Niestlé, 1994.
- « Le discours et l'espace : schémas cognitifs, cartographies mentales et représentations des parcours urbains », in La Ville. Arts de faire, manières de dire (éd. J.-M. Barbéris), Langue et Praxis, Montpellier, 1994.
- Mots, Représentations, coédition avec K. Fall et D. Siméoni, Presses de l'Université d'Ottawa, Canada, 1994, 418 p.
- Langues et langage. Mélanges offerts à Antoine Culioli (éds: J. Bouscaren, J.-J. Franckel et S. Robert), Paris, PUF, 1995, p. 565-582.
- Argumentation et rhétorique (1) et (2), coédition avec A. Boyer, Hermès  n° 15 et 16, Paris, CNRS, 1996, 323 p. et 326 p.
- Hypertextes, dictionnaires : approche sémantique, perspective cognitive, in : Lexicographie et informatique, Autour de l’informatisation du Trésor de la Langue française, Actes du Colloque international de Nancy (29-30-31 mai 1995), éd. D. Piotrowski, Paris, Didier Erudition, 1996, p. 265-288.
- De la langue au discours : système et opérations, in : De l’actualisation, Paris, CNRS Éditions, 1998, p. 219-236.
- Les recherches interculturelles : héritages conceptuels et nouveaux enjeux, in : Champ interculturel, transactions interculturelles (éds. K. Fall, L. Turgeon, Univ. du Québec et Univ. Laval), Paris, L’Harmattan, 1998, p. 61-98.
- Des régimes de preuve en langues et discours, in Le Concept de preuve à la lumière de l’intelligence artificielle, éds Jean Sallantin & Jean-Jacques Szczeciniarz, Paris, PUF, 1999, p. 299-330.
- « L'autoformation, élément pivot de la cognition naturelle », in : Autofomation et enseignement supérieur, éd. Brgitte Albero, Paris, Hermès, 2003.
- « Du corpus à l’hypertexte », in : Approches sémantiques du document électronique, Paris, Europia, 2004, p. 29-50.
- « Une approche cognitive de l’argumentation », SEDISCOR-Paris 3, Paris 2004.

### Articles parus dans des revues françaises et/ou internationales
- « Du corpus à l’hypertexte », Actes du Colloque CIDE.7, « Approches sémantiques du document numérique », Semaine du Document numérique, La Rochelle, 22-25 juin 2004, 21 p.
- « Hypertextes numérisés et histoire des idées », Actes du Colloque « Recherche d’informations dans les documents par l’exploitation de processus perceptifs et cognitifs», Semaine du Document numérique, La Rochelle, 22-25 juin 2004. Publ. Véronique Eglin, Laboratoire LIRIS – INSA de Lyon, 16 p.
- « Parcours  de lecture et navigations dans un grand site hypertextuel. Modélisations sémantiques et cognitives », Bilan du programme interdisciplinaire « Société de l’information », CNRS, mai 2005.

## Distinctions
- Chevalier dans l’Ordre national du Mérite
- Chevalier des Arts et des Lettres

## Applications
La méthodologie générale que Georges Vignaux a développée permet de cartographier les mises en relations internes aux discours (thématisations et déterminations) et leurs architecturations sémantiques, de spécifier conjointement, et pour ce faire, les constructions de « zones » signifiantes où vont converger les opérations logiques (entre contenus), cognitives (« démarcations » mentales) et des énonciatives (placements et positionnements des sujets), ainsi que de typologiser les formes de jugements établis dans les discours, jugements visant à des catégorisations et traduisant, à chaque fois, des ancrages des sujets dans des contextes, des espaces et des finalités déterminés ; d'établir en conséquence, pour chaque type de discours et de représentation, une « grammaire des idées », permettant la mise au jour de « points-clés » autour et à partir desquels vont se distribuer des consensus, des oppositions ou des conflictualités ; et enfin de déterminer les notions cruciales, qui vont sous-tendre des « familles » de représentations individuelles et collectives.
Conjointement, Georges Vignaux a exercé de 1984 à 2008 des activités de Conseil. Il est intervenu ainsi en vue du développement et de la coordination stratégique de recherches sur les thèmes suivants : arguments cognitifs et constitutions identitaires dans des contextes d’entreprises et interculturels, locaux ou nationaux (professions tertiaires au Québec et en France) ; impacts cognitifs et sociaux des transformations technologiques tant au niveau individuel que collectif (nouvelles technologies de communication : Dumez, Saint-Gobain) ; mutations sociales et urbaines actuelles (espaces, temps, modes de vie, stratégies cognitives et socio-culturelles) et leur impact sur la constitution de nouveaux « réseaux » économiques, sociaux et culturels (de 1984 à 1998 : conseiller permanent auprès de l’Unité Prospective de la RATP).